# Kaskasjärvet (Jukkasjärvi socken, Lappland, 753637-176869)
Kaskasjärvet är en sjö i Kiruna kommun i Lappland och ingår i Torneälvens huvudavrinningsområde. Sjön har en area på 0,109 kvadratkilometer och ligger 317,9 meter över havet. Kaskasjärvet ligger i Torne och Kalix älvsystem Natura 2000-område.

## Delavrinningsområde
Kaskasjärvet ingår i det delavrinningsområde (753604-176843) som SMHI kallar för Utloppet av Rakkurijärvi. Medelhöjden är 320 meter över havet och ytan är 7,35 kvadratkilometer. Det finns inga avrinningsområden uppströms utan avrinningsområdet är högsta punkten. Vattendraget som avvattnar avrinningsområdet har biflödesordning 4, vilket innebär att vattnet flödar genom totalt 4 vattendrag innan det når havet efter 332 kilometer. Avrinningsområdet består mestadels av skog (58 procent) och sankmarker (27 procent). Avrinningsområdet har 1,14 kvadratkilometer vattenytor vilket ger det en sjöprocent på 15,5 procent.